# The Dead Weather
A The Dead Weather egy 2009-ben alapított amerikai ’supergroup’. Tagjai: Alison Mosshart (The Kills), Jack White (The White Stripes és The Raconteurs), Dean Fertita (Queens of the Stone Age) és Jack Lawrence (The Raconteurs és The Greenhornes).

## Történet

### Kezdetek és Horehound
Amikor a The Raconteurs Memphis-be lépett fel, Jacknek elment a hangja és a megkérték Alison Mosshartot , hogy segítsen néhány számban. Elénekelte a ’Steady as She Goes’-t és a ’Salute Your Solution’-t. White később megkérdezte Alisont, hogy felvennének-e egy számot vele és Jack Lawrence-szel. A stúdióban találkoztak Dean Fertita-val is.
Végül eldöntötték, hogy alapítanak egy zenekart, ahol Mosshart énekel, Lawrence basszusozik, Fertita gitározik és billentyűzik és White fog dobolni. White akart dobolni a zenekarban, miután „felfedezte” újra a dobolás élményét az Alica Keys-el készített ’Another Way to Die’-ban. White azt mondta, hogy egy másik zenekarba is szólógitárosnak kéne lenni, elég ismétlődő érzés lenne és meglátta a lehetőséget, hogy valami mást csináljon a dobolás által.
2009 januárjában Mosshart, Fertita, Lawrence és White találkoztak egy rögtönzött jam erejéig a Third Man stúdióban. A jammelést egy két és félhetes szám írás és felvétel követett, így megalakult a The Dead Weather. „A dolgok csak elkezdődtek” mondta White. „Nem volt irányunk. Csináltunk egy számot egy nap, két számot egy nap, akármit csináltunk rögtön felvettük őket… Nem volt idő gondolkozni mi volt az. Csak volt.”
A The Dead Weather debütáló albuma, a ’Horehound’ 2009. július 14-én jelent meg Észak-Amerikába és július 13-á Európában. Az amerikai Billboard 200-as listájának 6. helyén nyitott és az angol album listák 14. helyén.
Készült egy rövid dokumentumfilm Jack White társ-rendezésében, „Full Flash Blank” néven. Exkluzív interjúkat tartalmaz az együttes tagjaival és a néhány szám élő változatát.

### Sea of Cowards
2009. október 16-án Mosshart bejelentette, hogy a második album már félkész. White később bejelentette, hogy az első kislemez az albumról ’Die By The Drop’ címmel jelenik meg, melyben ő fog énekelni. Azt mondta róla, hogy sokkal bluse-osabb és nehezebb mint amit gondoltak volna, hogy valaha készíteni tudnak.
A Sea of Coward először Írországban jelent meg 2010. május 7-én, aztán május 10-én és 11-én Amerikában illetve Nagy-Britanniában. Az album az 5. helyet érte el a Billboard 200-as listán és a 11. helyett a Rolling Stones, 2010 legjobb albumai között.
’Rolling in on a Burning Tire’ címmel készítettek egy albumot az Alkonyat film harmadik részéhez.
A The Dead Weather tagjai jelenleg visszatértek a másik zenekarukhoz. Bár Lawrence azt jósolta, hogy 2011 végére a zenekar csinál egy albumot vagy néhány koncertet. „Nem hiszem, hogy le tudunk állni, akkor sem ha valaki túl elfoglalt…A másik zenekaraink még mindig léteznek nyilvánvalóan, de ez egyenesen ott fent van. Ez nem olyan mint egy ’side-project” nekünk. Ez egy igazi zenekar. És szerintem egyre jobb és jobb lesz.”

## Tagok
- Alison Mosshart - ének, gitár, ütősök, szintetizátor
- Jack White – dob, ének, gitár
- Dean Fertita – gitár, szintetizátor, zongora, basszusgitár, háttérének
- Jack Lawrence - basszusgitár, gitár, dob, háttérének

## Fordítás
- Ez a szócikk részben vagy egészben  a   The Dead Weather című angol Wikipédia-szócikk fordításán alapul.  Az eredeti cikk szerkesztőit annak laptörténete sorolja fel. Ez a jelzés csupán a megfogalmazás eredetét és a szerzői jogokat jelzi, nem szolgál a cikkben szereplő információk forrásmegjelöléseként.